# Helina paomashana
Helina paomashana este o specie de muște din genul Helina, familia Muscidae, descrisă de Feng în anul 2000.
Este endemică în Sichuan. Conform Catalogue of Life specia Helina paomashana nu are subspecii cunoscute.